# 可通约性 (经济学)
经济学中，当两个实体的价值有共同衡量标准时，则说二者是可通约的，这种特性称为可通约性；否则说二者是不可通约的。
可通约性有两个版本：
- 若能够利用特定属性来衡量实体，从而为实体赋予基数价值时，则有强通约性。例如，这种情况下可以说“这个比那个值钱两倍半。”强通约性意味着价值一元论。[1]
- 若利用特定属性，只能对实体进行排序、为实体赋予序数价值时，则有弱通约性，即，足以说“这比那更有价值”。弱通约性意味着价值多元论。[1]

弱通约性（weak commensurability）是强可比性（strong comparability）的一种形式，它与弱可比性（weak comparability）截然不同。弱可比性是指在一个特定环境中有效的比较并不意味着在所有环境中都有效。可比性问题也不同于不确定性，它表示某些情况下可能无法进行测量；但假如真的能测量到数据，仍是能够进行价值比较的。
可通约性是社会主义计算争论中的一个关键因素。